# Corupția în Coreea de Nord
Corupția în Coreea de Nord se manifestă la unele dintre cele mai grave niveluri din lume.
Coreea de Nord ocupă locul 172 din 180 de țări în Indicele de percepție a corupției din 2023 al Transparency International. Cele 180 de țări incluse în indice sunt evaluate pe o scară de la 0 („foarte corupt”) la 100 („necorupt”), în funcție de corupția percepută în sectorul public, și sunt clasificate pe baza scorurilor lor. Țara a cărei corupție este percepută ca fiind cea mai mare ocupă locul 180. În 2023, Coreea de Nord a obținut un scor de 17. Spre comparație, cel mai bun scor global a fost 90 (locul 1), scorul mediu a fost 43, iar cel mai slab scor a fost 11 (locul 180). În ceea ce privește scorurile regionale, cel mai mare scor înregistrat de o țară din regiunea Asia-Pacific a fost 85, scorul mediu a fost 45, iar cel mai mic scor a fost cel al Coreei de Nord, 17.
Reguli stricte și pedepse drastice impuse de regim, cum ar fi interdicțiile privind accesarea canalelor de media străine sau modificarea radiourilor și televizoarelor pentru a recepționa astfel de conținut, sunt adesea evitate prin mituire. De asemenea, denunțurile între colegi și membri ai familiei au devenit mai rare.
Media de stat a Coreei de Nord a recunoscut corupția generalizată, în special în acuzațiile aduse împotriva lui Jang Song-thaek⁠(d) înainte de execuția sa din decembrie 2013. Declarațiile oficiale au menționat mită, deturnarea de resurse, vânzarea ilegală de bunuri și terenuri, obținerea și risipirea de fonduri pentru uz personal de către organizațiile sub conducerea sa.